# Félix Escobar
Félix A. Escobar (ur. w 1901) – argentyński lekkoatleta, sprinter. Uczestnik Igrzysk Olimpijskich 1924 oraz mistrz Ameryki Południowej w biegu na 200 i 400 m z 1924 roku.
Podczas Igrzysk Olimpijskich w Paryżu w 1924 roku uczestniczył w biegu na 100, 200 oraz 400 metrów, a także (w drużynie z Camilo Rivasem, Otto Dietschem i Guillermo Newberym) w sztafecie 4 × 100 metrów. W biegach na 100 i 400 metrów, jak i w sztafecie odpadał już po pierwszej rundzie. Jedynie w biegu na 200 metrów udało mu się zakwalifikować do ćwierćfinału, gdzie zajął jednak ostatnie, 6. miejsce w swoim biegu i również odpadł z rywalizacji.
Zawodnik zdobył złote medale w biegach na 200 i 400 metrów podczas lekkoatletycznych mistrzostw Ameryki Południowej w 1924 roku. Escobar był także brązowym medalistą nieoficjalnych lekkoatletycznych mistrzostw Ameryki Południowej w 1922 roku.
Rekord życiowy zawodnika w biegu na 200 metrów wynosi 22,1 s, a w biegu na 400 metrów – 49,4 s. Obydwa rekordy zostały osiągnięte w 1924 roku.